# Loes Hubrecht
Loes Hubrecht (Roeselare, 4 juni 1994) is een Belgisch rugbyspeelster en voormalige bobsleester. 

## Levensloop
Loes Hubrecht groeide op in Roeselare en doorliep haar secundair aan het Klein Seminarie Roeselare. Vervolgens studeerde ze sportwetenschappen aan de Katholieke Universiteit Leuven. Na een jaar ERASMUS aan de Universiteit van Jyväskylä studeerde ze vervolgens biomedische kinesiologie aan de KU Leuven, alwaar ze in 2018 haar master in behaalde.
Daarnaast was ze vele jaren lid van atletiekclub AVR, waar ze vooral aan polsstokspringen deed. Deze activiteit moest ze staken na een blessure aan haar voet. Vervolgens legde ze zich toe op het bobsleeën, alwaar ze als remster deel uit maakte van de Belgian Bullets, het nationaal bobsleeteam. Op de Wereldkampioenschappen bobsleeën van 2016 in het Oostenrijkse Innsbruck-Igls werd zij samen met An Vannieuwenhuyse zeventiende. In november 2018 werd ze in deze sport actief als pilote in de monobob.
In januari 2020 stopte ze met het bobsleeproject en werd ze actief als rugbyspeelster in de eerste divisie bij Dendermonde RC. Met de nationale ploeg nam ze onder meer deel aan de Rugby Europe Women's Sevens te Lissabon in 2021 en in 2022 aan de World Rugby Seven Series te Málaga.